# Willy Ramme
Willy Adolf Theodor Ramme (* 28. Februar 1887 in Berlin; † 24. August 1953 ebenda) war ein deutscher Entomologe. Er war Kurator am Berliner Museum für Naturkunde.

## Leben
Ramme studierte in Berlin Zoologie. 1906 wurde er Mitglied des Corps Holsatia Berlin (heute Corps Franco-Guestphalia Köln). 1912 wurde er promoviert. Von 1911 bis zu seiner Pensionierung 1952 war er am Zoologischen Museum der Universität Berlin (Museum für Naturkunde), die letzten Jahrzehnte als Kustos und Professor.
Er war Spezialist für Heuschrecken (Orthopteren).
Er war seit 1950 Korrespondent des Naturhistorischen Museums Wien.

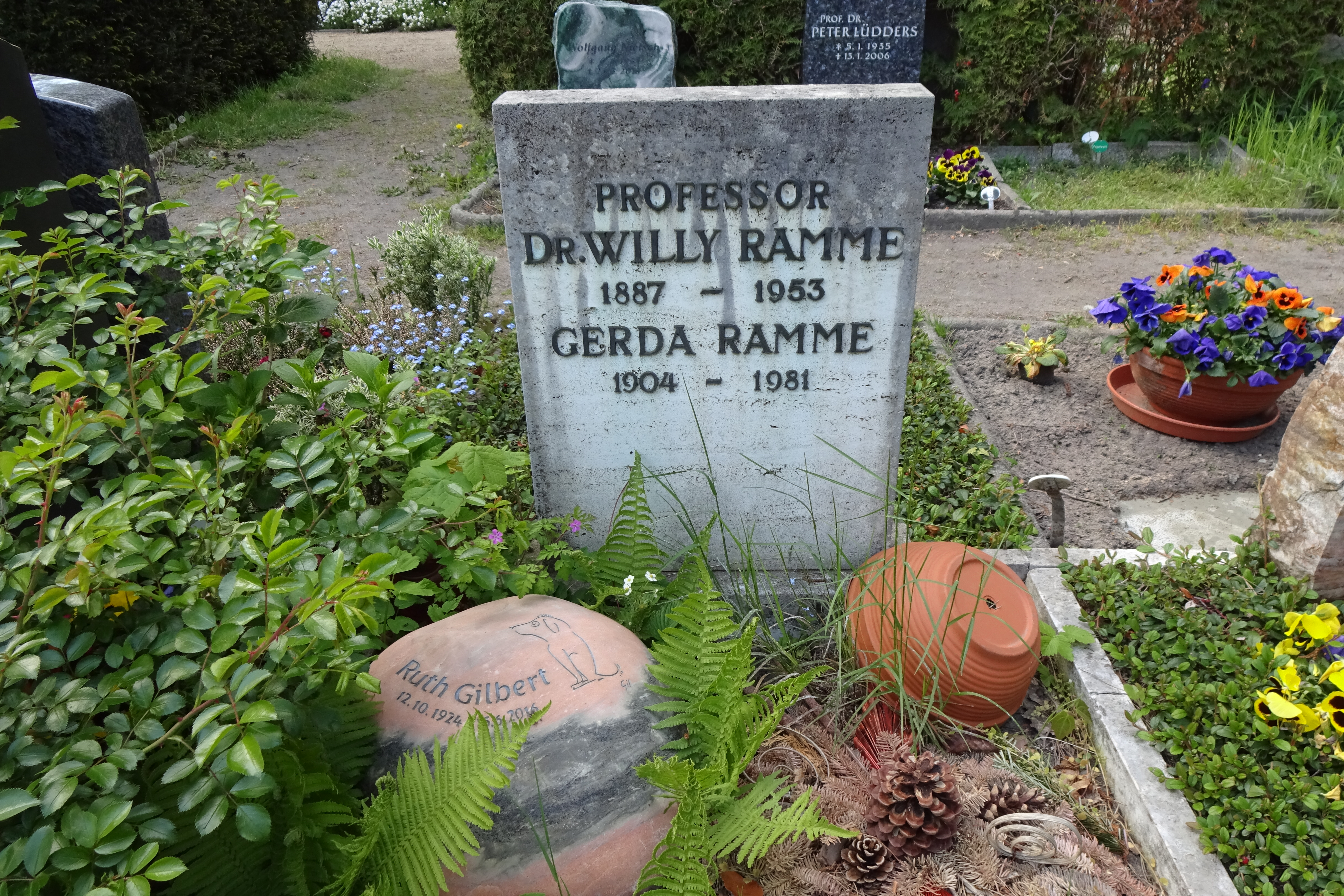
Grabstätte

Willy Ramme starb 1953 im Alter von 66 Jahren in Berlin. Sein Grab befindet sich auf dem Evangelischen Kirchhof Nikolassee.

## Schriften
- Orthopterologische Beiträge, Archiv für Naturgeschichte Abt. A, Band 86, 1921, S. 81–166.
- Zur Systematik, Faunistik und Biologie der Orthopteren von Südosteuropa und Vorderasien, Mitteilungen Zoolog. Museum Berlin 27, 1951